# Epalpellus corpulentus
Epalpellus corpulentus är en tvåvingeart som beskrevs av Townsend 1914. Epalpellus corpulentus ingår i släktet Epalpellus och familjen parasitflugor.
Artens utbredningsområde är Peru. Inga underarter finns listade i Catalogue of Life.